# Louis-Alexandre Berthier
Louis-Alexandre Berthier (20 de novembre de 1753 - 1 de juny de 1815) va ser un general francès. Va ser el cap de l'estat major de Napoleó Bonaparte.

## Biografia
Fill d'un oficial d'enginyers, va ingressar també en aquest cos i va lluitar amb La Fayette a Amèrica contra els anglesos durant la guerra de la Independència dels Estats Units; nomenat coronel d'estat major al seu retorn a França, va manar la guàrdia nacional a Versalles en esclatar la Revolució. Cap el 1795 de l'estat major de l'exèrcit d'Itàlia amb el grau de brigadier, va contreure amb Napoleó una estreta amistat que va durar divuit anys. El 1798 fou encarregat del comanament en cap d'aquell exèrcit i proclamà la República de Roma; va acompanyar més tard a Bonaparte a Egipte, i de tornat a França va ser nomenat després del 18 Brumari ministre de la Guerra. En pujar Napoleó a soli imperial el 1804 Berthier era mariscal de França i oficial de la Legió d'Honor, i des de llavors fou constantment cap d'estat major de Napoleó; el 1807 fou nomenat sobirà dels dos principats prussians de Neuchatel i Balangin i vice-condestable i príncep de l'imperi.
El 1808 es va casar amb la princesa Maria, filla del duc Guillem de Baviera, i el 1809 Napoleó li va atorgar el títol de príncep de Wagram arran de la batalla del mateix nom. A la caiguda de Napoleó, Berthier, oblidant tots els beneficis que havia rebut, va prestar jurament de fidelitat a Lluís XVIII, i si bé va perdre la sobirania sobre Neuchatel, li va ser concedida la dignitat de par de França.
En tornar Napoleó de l'illa d'Elba, Berthier es va retirar a Baviera, i en un rapte d'alienació mental es va suïcidar llançant-se per un balcó del castell on residia, encara que alguns historiadors afirmen que va ser assassinat.
Va escriure:
- Relations des campagnes du général Bonaparte en Egypte et en Syrie (París, 1800);
- Relation de la bataille de Marengo (París, 1804);
- les seves Mémoires es publicaren a París el 1826.

## El seu fill
Napoleó Berthier, príncep i duc de Wagram (1810-1887), era fill seu. Fou nomenat senador per Napoleó III, conservant el seu càrrec fins 1870. El 1876 i 1877 presentà la seva candidatura per a diputat, però no fou elegit.